# Never Let Me Down Again
Never Let Me Down Again är en låt av den brittiska gruppen Depeche Mode. Det är gruppens nittonde singel och den andra från albumet Music for the Masses. Singeln släpptes den 24 augusti 1987 och nådde som bäst 22:a plats på den brittiska singellistan.

## Utgåvor och låtförteckning
Samtliga sånger är komponerade av Martin Gore.

### 7": Mute / Bong14 (UK)
1. "Never Let Me Down Again" – 4:20
2. "Pleasure, Little Treasure" – 2:52

### 12": Mute / 12Bong14 (UK)
1. "Never Let Me Down Again (Split Mix)" – 9:34
2. "Pleasure, Little Treasure (Glitter Mix)" – 5:34
3. "Never Let Me Down Again (Aggro Mix)" – 4:53

### 12": Mute / L12Bong14 (UK)
1. "Never Let Me Down Again (Tsangarides Mix)" – 4:22 (Remixed by Chris Tsangarides)
2. "Pleasure, Little Treasure (Join Mix)" – 4:53 (Remixed by John Fryer & Paul Kendall)
3. "To Have and to Hold (Spanish Taster)" – 2:33

### Kassett: Mute / CBong14 (UK)
1. "Never Let Me Down Again (Split Mix)" – 9:34
2. "Pleasure, Little Treasure (Glitter Mix)" – 5:34
3. "Never Let Me Down Again (Aggro Mix)" – 4:53

### CD: Mute / CDBong14 (UK)
1. "Never Let Me Down Again (Split Mix)" – 9:34
2. "Pleasure, Little Treasure (Join Mix)" – 4:53
3. "To Have and to Hold (Spanish Taster)" – 2:33
4. "Never Let Me Down Again (Aggro Mix)" – 4:53

### CD: Sire (US)
1. "Never Let Me Down Again" – 4:20
2. "Pleasure, Little Treasure" – 2:52
3. "Never Let Me Down Again (Split Mix)" – 9:34
4. "Pleasure, Little Treasure (Glitter Mix)" – 5:34
5. "Never Let Me Down Again (Aggro Mix)" – 4:53
6. "Never Let Me Down Again (Tsangarides Mix)" – 4:22
7. "Pleasure, Little Treasure (Join Mix)" – 4:53
8. "To Have and To Hold (Spanish Taster)" – 2:33